# エオモラ・ビマキシルラリア
エオモラ・ビマキシルラリア（Eomola bimaxillaria）は、始新世中期に生息していた絶滅したマンボウの種である。化石はロシアで発見された。ムカシマンボウとも呼ばれる。